# سكوت دنكان
آدام سكوت ماتيوسون دنكان (بالإنجليزية: Scott Duncan)‏، من مواليد 2 نوفمبر 1888 وتوفي في 3 أكتوبر 1976، لاعب كرة قدم إسكتلندي سابق، ومدرب كرة قدم إسكتلندي سابق.
بدأ مسيرته الكروية مع نادي دمبارتون في عام 1906، وفي عام 1908 انتقل إلى نادي نيوكاسل يونايتد، ولعب معهم حتى عام 1913، وانتقل بعدها إلى نادي رينجرز، ولعب معهم حتى عام 1918، وفي عام 1918 انتقل إلى نادي دمبارتون، وفي عام 1920 انتقل إلى نادي كوودنبيث، وفي عام 1922، وقد اعتزل في عام 1923.
و قد درب مانشستر يونايتد بين عامي 1932 و1937، وفي عام 1937 انتقل إلى تدريب نادي إيبسويتش تاون، ودربهم حتى عام 1955.

## روابط خارجية
- سكوت دنكان على موقع Soccerbase.com (مدرب) (الإنجليزية)
- سكوت دنكان على موقع عالم كرة القدم.نت (الإنجليزية)